# Utacapnia logana
Utacapnia logana är en bäcksländeart som först beskrevs av Nebeker och Gaufin 1965.  Utacapnia logana ingår i släktet Utacapnia och familjen småbäcksländor. Inga underarter finns listade i Catalogue of Life.